# Конрад Ойбель
Ко́нрад О́йбель (нім. Konrad Eubel; 19 січня 1842 — 5 лютого 1923) — німецький католицький священник, францисканець-мінорит, історик Церкви. Генеральний дефінітор Ордену францисканців (1898—1923). Народився у Зіннінгу, Баварія. Вступив до Ордену францисканців у студентські роки (1861). Склав чернечі обітниці (1865), прийняв таїнство священства (1868). Закінчив теологічні курси Вюрцбурзького університету (1868). Перебував на пасторській роботі в Рейнланді, Пфальці, Баварії. З 1880-х років займався історичними дослідженнями. Був почесним доктором теології в Вюрцбурзькому університеті (1889). Працював у апостольській пенітенціарії (1887–1906), у Ватиканському секреторному архів. Автор фундаментальної 3-томної праці «Католицька ієрархія середніх віків» (1898–1910). Помер у Вюрцбурзі, Баварія. Світське ім'я — Себастьян Ойбель (нім. Sebastian Eubel).

## Життєпис
Конрад Ойбель народився 19 січня 1842 року в Зіннінгу, Баварія. Він був сином Йоганна Гертнера й Елліс Майєр, мав брата-близнюка Йоганна.
Ойбель навчався у Діллінгензькій гімназії й Аусбурзькій вищій філософській школі. У юності він вирішив стати ченцем. У жовтні 1861 року Ойбель подав прохання на вступ до Ордену францисканців у Вюрцбурзі, але отримав відмову. Лише після особистого візиту до францисканців, його прийняли послушником.
30 липня 1864 року провінціал Франц Ейренбург дав Ойбелю монаше ім'я Конрад й францисканський габіт. 1 серпня наступного року він склав чернечі обітниці.
1868 року Ойбель закінчив теологічні курси у Вюрцбурзькому університеті. Під впливом свого вчителя Йозефа Генгенретера він захопився історією Церкви.
18 березня того ж року вюрцбургський єпископ Георг Антон фон Шталь висвятив Ойбеля у священики. Йому потрібна була диспенсація від Святого Престолу, оскільки від часу складання ним обітниць не пройшло 3 років. 
Після рукоположення Ойбеля відправили до міноритського монастиря в Лінц-ам-Райні. 1817 року його перевели на пасторську роботу до пфальцького Оггерсгайму біля Людвігсгафена, а 1875 року він повернувся до Вюрцбурга.
1880 року Ойбель брав участь у оновленні Вюрцбурзької францисканської церкви. З цієї нагоди він написав працю, опубліковану 1882 року, що була присвячена 700-річчю з дня народження святого Франциска Асізького. Відтоді монах присвятив себе письменницькій роботі. 
1886 року Ойбель видав свій перший важливий твір «Вернхньонімецька провінція міноритів», який тримав схвалення. 1889 року теологічний факультет Вюрцбурзького університету запропонував йому пост почесного доктора теології. Протягом 1886—1902 років Ойбель відповідав за видання календаря для католицького кліру.
У листопаді 1887 року генерал Ордену призначив Ойбеля апостольським пенітенціарієм в Римі. Він займав цю посаду протягом 20 років, які присвятив вивченню історії Ордену у Ватиканському секретному архіві. Його дослідження історії францисканців увійшли до «Bullarium Franciscanum».
1898 року Ойбеля обрали пожиттєво на пост генерального дефінітора Ордену.

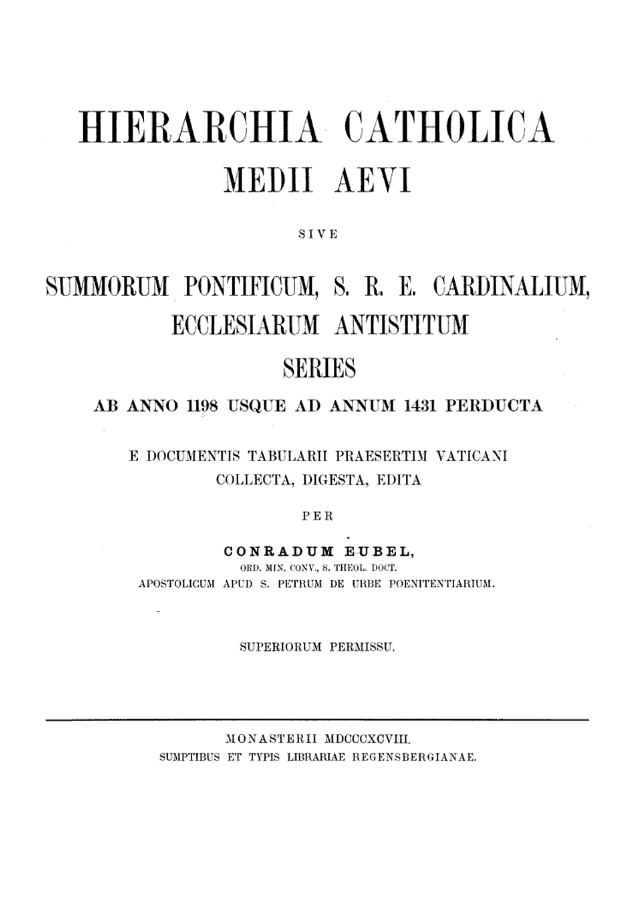
Титульна сторінка 1-го тому «Католицької ієрархії», головної праця Ойбеля.

Впродовж 10 років Ойбель працював у архівах над твором свого життя «Католицькою ієрархію середніх віків». Ця 3-томна робота увібрала згадки про всіх пап, кардиналів і єпископів церкви  1198—1592 років. 1898 року вийшов перший том, 1901 року — другий, а 1910 року — третій. Ойбель увійшов до історії науки саме з цим твором, а його прізвище стало загальною назвою самого тритомника. За цю роботу ченця удостоїли звання магістра теології. За роботу «Історія Кельнської провінції міноритів» його зробили почесним членом Рейнського історичного товариства.
Ойбель користувався великою пошаною в Римі. 20 липня 1903 року йому сповідався перед смертю папа Лев XIII.
1906 року Ойбель повернувся до Вюрцбурга, де провів решту свого життя. Незважаючи на заклопотаність, він часто відвідував свій рідний Зіннінг й правив тут месу.
Ойбель помер 5 лютого 1923 року у Вюрцбурзькому францисканському монастирі. Його поховали на місцевому чернечому цвинтарі.

## Праці
- Geschichte der oberdeutschen (Straßburger) Minoritenprovinz (1887)
- Bullarium Franciscanum, V-VII, 1898-1904
- Hierarchia catholica medii aevi (1898—1910, 1913—1923)
- Die avignonsche Obödienz der Mendikantenorden (1906)
- Geschichte der Kölner Minoritenprov (1921)
- Die 700j. Niederlassung d. Franziskaner-Minoriten in Würzburg (1922)